# Josef Maria Auchentaller
Josef Maria Auchentaller (n. 2 august 1865, Viena, Imperiul Austriac – d. 31 decembrie 1949, Grado, Friuli-Veneția Giulia, Italia) a fost un pictor, desenator și gravor austriac asociat cu Secesiunea vieneză și stilul Art Nouveau.

## Viața timpurie
Josef Auchentaller a urmat cursurile Colegiului Tehnic din Viena între 1882–1886. A urmat cursurile Academiei de Arte Frumoase din Viena începând din 1890 unde a excelat și a câștigat mai multe premii. În 1885, s-a îndrăgostit de Emma Scheid, fiica unui prosper producător de argintărie și bijuterii. Cuplul s-a căsătorit în 1891, după ce tatăl ei a fost convins de adecvarea socială și financiară a lui Auchentaller. Au avut o fiică, Maria Josepha, și un fiu, Peter.

## Carieră
Începând cu 1895, a contribuit la proiecte art nouveau pentru compania socrului său, GA Scheid. Din 1892–1896, familia Auchentaller a locuit la München, unde a studiat cu Paul Hoecker⁠(d), un fondator al Secesiunii din München din 1892. Auchentaller a contribuit la Jugend, revista Secesiunii germane înființată în 1896.

### Secesiunea vieneză
În 1897, Secesiunea vieneză a fost formată din artiști care părăsiseră Asociația Artiștilor Austrieci. Soții Auchentaller s-au întors dintr-o vacanță în Italia pentru a lua parte la acest eveniment. Între 1898–1904, Auchentaller și-a expus lucrările în 10 expoziții secesioniste. Auchentaller a conceput posterul și coperțile catalogului pentru expozițiile a șaptea (1900) și a paisprezecea (1902). De asemenea, a jucat un rol în comitetul de organizare al Secesiunii de la a cincea până la a zecea expoziție (1899–1901). În 1905, a părăsit Secesiunea împreună cu Gustav Klimt din cauza diferențelor de opinii artistice.
Auchentaller a fost colaborator al revistei Ver Sacrum, o publicație secesionistă, și a făcut parte din consiliul său editorial între 1900-1901. Pentru această revistă, a contribuit la două pagini de titlu și numeroase grafice. Lucrările sale au constat în principal în motive florale și desene liniare influențate de xilogravurile japoneze, care erau foarte populare în acea perioadă (vezi Japonisme). Al optulea număr al Ver Sacrum a fost dedicat în întregime lui Auchentaller.
Legăturile sale de familie cu Scheid și Thonet au continuat să-i ofere și alte lucrări. Pentru compania lui Georg Adam Scheid, GAS Silver Jewelry Manufacturers, artistul a proiectat bijuterii puternic influențate de mișcările Art Nouveau și Jugendstil. Auchentaller a realizat, de asemenea, numeroase panouri și afișe pentru companii precum Aureol (1898), Schott și Donnath, Kath Reiners Kneipp orz (1899), Continental pneumatic (1900), International Fisheries Exhibition și GAS Silver Jewelry Manufacturers (1902).

### Grado, Italia

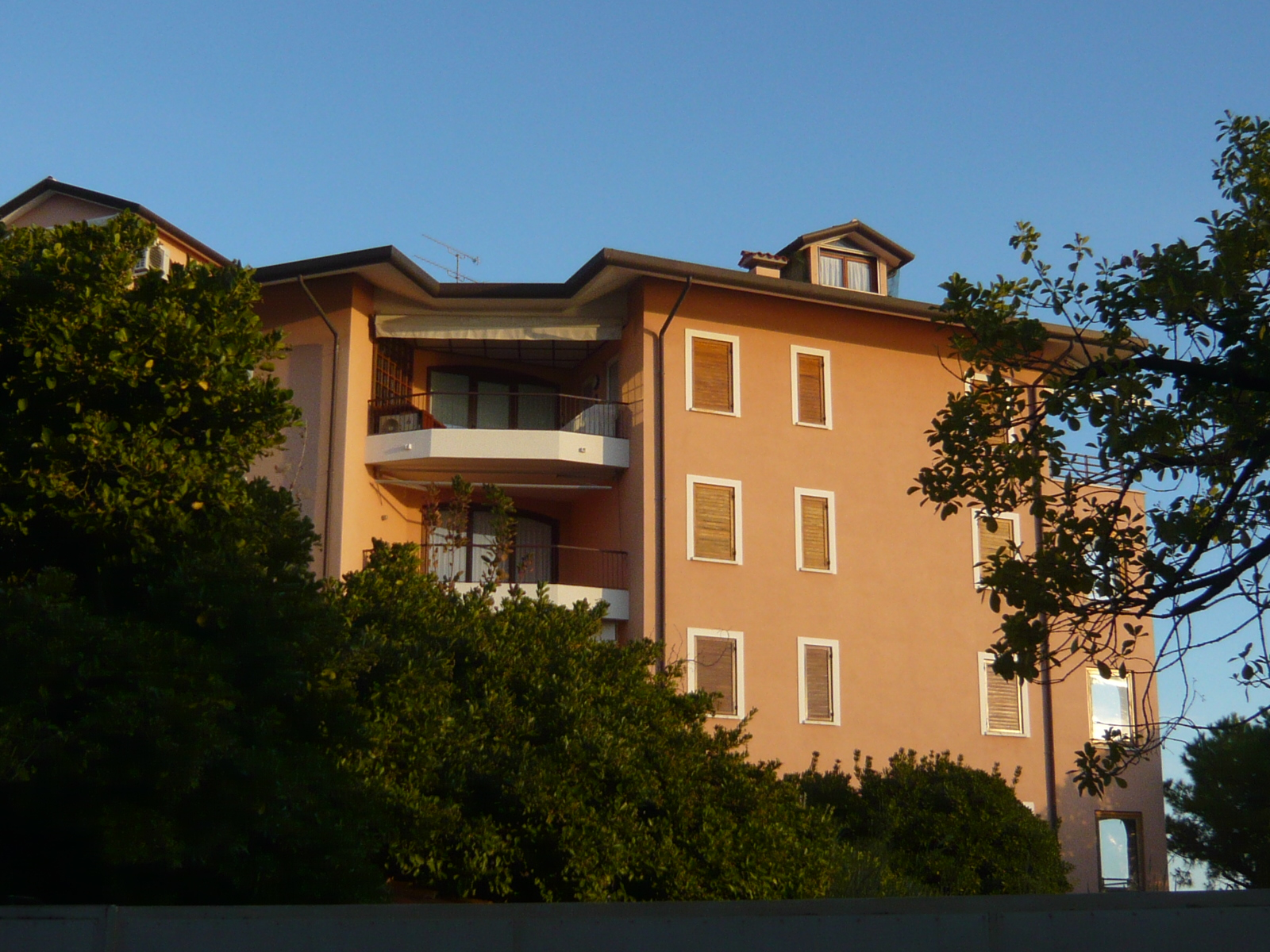
Pensiunea Fortino din Grado, 2009

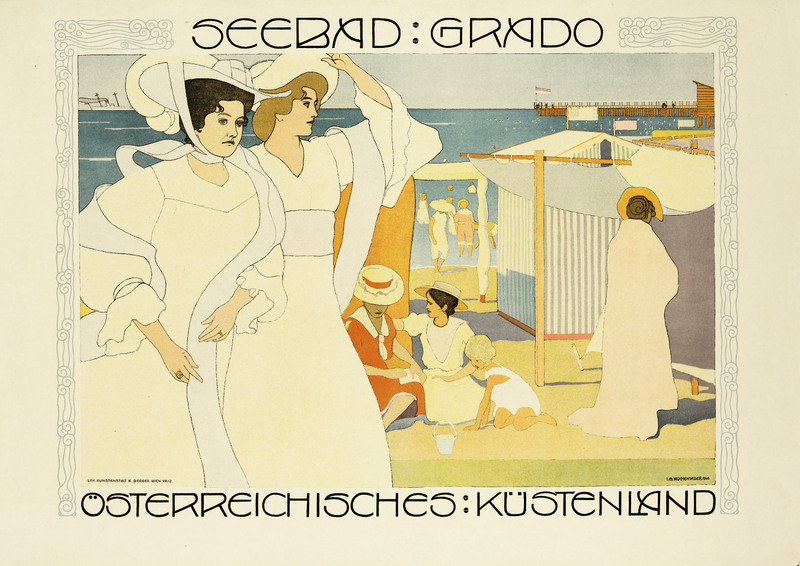
Afiș publicitar Seebad Grado

În 1903, s-a mutat împreună cu soția și copiii săi la Grado, Italia, în căutarea un climat mai bun și a unei stabilități financiare. Din 1904, soții Auchentaller și-au petrecut fiecare vară la Grado, unde au contribuit semnificativ la dezvoltarea turismului în orașul stațiune de la malul Mării Adriatice. A oferit ornamente pentru o nouă pensiune, „Pensiunea Fortino”, proiectată de arhitectul Julius Mayreder⁠(d). Soția sa, Emma, a instalat ulterior o spălătorie cu aburi și a cumpărat o insulă pe care se cultivau fructe și legume pentru oraș. Grado a devenit în curând o destinație de vacanță populară pentru burghezia vieneză și pentru cercul de prieteni artiști ai lui Auchentaller, printre care Carl Moll⁠(d), Alfred Roller⁠(d), Wilhelm List, Max Kurzweil⁠(d) și arhitectul Otto Wagner. În 1906, Auchentaller a proiectat afișul publicitar Seebad Grado, care rămâne una dintre cele mai faimoase lucrări art nouveau ale sale.
Deși și-a petrecut iernile la Viena, Auchentaller a devenit din ce în ce mai izolat de lumea artistică austriacă după ce a părăsit Secesiunea în 1905. Din ce în ce mai mult, a început să picteze peisaje și portrete capricioase. Viața sa de familie a devenit tensionată: fiica sa, Maria Josepha, s-a sinucis în 1914 și au existat zvonuri conform cărora soția sa ar fi avut o relație cu un alt bărbat din Grado. În 1914, a izbucnit războiul și familia Auchenteller s-a mutat înapoi în Austria. În 1919, soții Auchentaller au luat cetățenia italiană și s-au mutat definitiv la Grado. Emma a murit în 1945, iar Auchentaller a murit patru ani mai târziu, în 1949.

## Moștenire

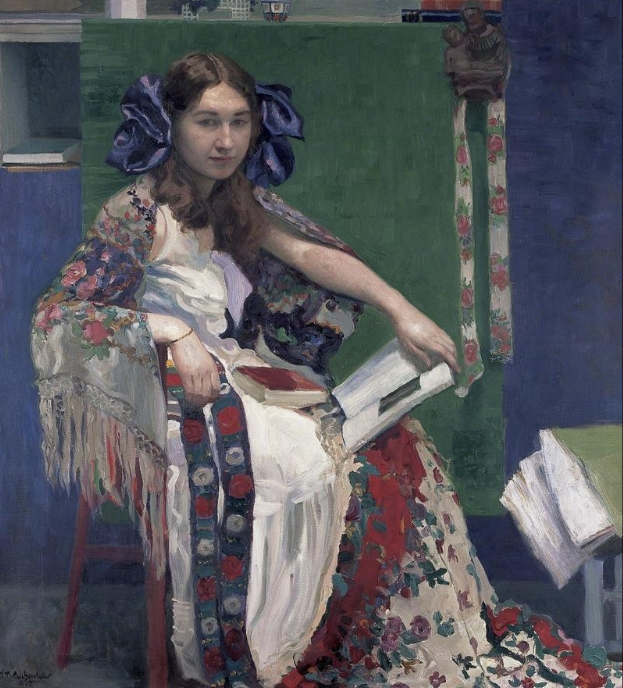
Bunte Bänder (Portretul Mariei) (ulei pe pânză, 120 cm × 110,5 cm), 1912, Archivio Auchentaller, Italia.

Auchentaller a contribuit substanțial la Secesiunea vieneză și la stilul Art Nouveau. Cu toate acestea, multe dintre lucrările lui Auchentaller au rămas în colecții private sau s-au pierdut. În anii 1920, a dispărut o colecție importantă de picturi în ulei destinate unei retrospective în Argentina. O friză de mari dimensiuni pe care a pictat-o, intitulată "Bucuria, scânteia frumoasă a zeilor", creată pentru Galeria Belvedere din Viena, s-a pierdut și ea.
În 2008–2009, o expoziție itinerantă intitulată „Josef Maria Auchentaller (1865-1949): A Secessionist on the Borders of the Empire” a fost curatoriată de Roberto Festi. Peste 300 dintre lucrările sale au fost expuse la Palazzo Attems-Petzenstein, în Musei provinciali din Gorizia, Italia; Galleria Civica din Bolzano, Italia; și Muzeul Leopold din Viena, Austria.
În 2013, două portrete ale fiicei sale Maria, inclusiv Bunte Bänder („panglici colorate”), au fost expuse la National Gallery, Londra, expoziția Facing the Modern: The Portrait in Vienna 1900.